# Mr. Mike
Mr. Mike (* unbekannt; bürgerlich Michael Anthony Hall) ist ein Schweizer House-DJ, Produzent, Radiomoderator und Labelchef.

## Leben und Karriere
Michael Anthony Hall wurde in Jamaika geboren, wuchs aber in London auf. Bereits sehr früh war er als DJ und Sänger tätig und 1982 erzielte er als Mike Anthony mit Why Can't We Live Together einen europäischen Dance-Hit, der in Belgien mit Platin ausgezeichnet wurde. 1987 kam er in die Schweiz und war fortan als Mr. Mike bekannt. Er erhielt einen Job beim Schweizer Radiosender Couleur 3 und begann als Stimme Djaimins, mit dem er bald auch gemeinsame Songs realisierte. Die unzähligen Samstagnacht live Sendungen aus House Clubs wie zum Beispiel dem Casino de Montreux oder New York Club Neuchâtel haben unter Liebhabern schnell Kultstatus erreicht. Unter dem Namen The Black & White Brothers produzierten sie 1998 die Songs Put Your Hands Up und Pump It Up!, die internationale Topplatzierungen erreichten. Beide Songs wurden 2004 und 2005 nochmals erfolgreich vom belgischen Musiker Danzel herausgebracht.
1991 und 1998 arbeitete er als Sänger mit der Schweizer Hip-Hop-Band Sens Unik an verschiedenen Songs. Bei Couleur 3 moderierte er die Radiosendungen «Pump It Up» und «Groovelift». Das letztere war auch über Jahre hinweg ein erfolgreiches Party-Label. Im Februar 2007 beendete er die Zusammenarbeit mit Couleur 3 und somit auch die Party-Serie Groovelift und wechselte zu Radio NRJ Léman, wo er für einige Zeit die Sendung «NRJ Mastermix» leitete. Nachdem er bereits nach der Street Parade 2005 zusammen mit dem weltgrössten House-Label Defected Records eine Party im X-Tra unter dem Label «We Love House» organisierte, verwendet er seither dieses Label für seine Events. International ist er regelmässig in Singapur, Ibiza oder Miami anzutreffen, wo er jeweils während der Winter Music Conference eine Party organisiert. Im Radio ist er heute noch wöchentlich auf Radio 105 zu hören, wo er seit 2006 die Sendung «105 The Box» moderiert.
2002 gründete Mr. Mike ein eigenes Plattenlabel MAP Dance Records, um Nachwuchstalente aus der Schweizer House-Szene international zu fördern. Den grössten Erfolg erzielte sein Label mit dem Neuenburger Yves Larock, dem 2004 mit Zookey und 2007 mit Rise Up zwei internationale Top-Ten-Hits gelangen. Von 2006 bis 2009 war Mr. Mike auch mit einem Lovemobile bei der Zürcher Street Parade vertreten, um sein Label und seine Künstler zu vermarkten.
Seit 2010 ist Mr. Mike Vokalist bei DJ Antoine. Er begleitet den Schweizer DJ bei seinen Auftritten und sorgt für Live-Performances in den Clubs.

## Diskografie

### Alben
- 1994: The Album (The Black And White Brothers)
- 1998: Pump It Up Live
- 2001: My House First
- 2004: Enter My House
- 2005: Welcome to My House
- 2005: We Love House
- 2006: It’s Time for Mr. Mike

### Kompilationen
- 1999: Groovelift – Live at Superkick
- 2002: Groovelift Vol. 4
- 2002: Groovelift Vol. 5
- 2003: Kaufleuten DJ Traxx Vol. 8
- 2005: Street Parade 2005 House
- 2006: Street Parade 2006 House
- 2007: 20 Minuten Clubbers Night

### Singles
- Goove Me Up
- Let’s Do It Again
- Everybody Wants to Be a DJ (The Black & White Brothers)
- 1991: To the Moon Please (Sens Unik feat. Mr. Mike)
- 1992: Why Can’t We Live Together
- 1995: Time Waits for No One (Morel Inc. feat. Mr. Mike)
- 1998: Cartoon (Sens Unik feat. Mike)
- 1998: Éphémère (Sens Unik feat. Mike)
- 1998: La fin d’un millénaire (Sens Unik feat. Mike)
- 1998: Porte plainte (Sens Unik feat. Mike)
- 1998: Sonne l’alarme (Sens Unik feat. Mike)
- 1998: Put Your Hands Up in the Air (The Black & White Brothers)
- 1998: Pump It Up! (The Black & White Brothers)
- 1999: World Wide Party (The Black & White Brothers)
- 2000: We Gonna House It Up (Victor Simonelli feat. Mr. Mike)
- 2006: Be Strong